# 一二三中学站
一二三中学站位于吉林省长春市，是长春轨道交通8号线车站。于2018年10月30日正式投入使用。

## 车站结构
车站形式为侧式二层车站，地上一层为入口，地上二层为站台、站厅。车站未设有屏蔽门。
| 月台       | 路线              | 行驶方向         |
| 地上第二層 | 地上第二層        |                  |
| ---------- | ----------------- | ---------------- |
| 北侧       | 长春轨道交通8号线 | 北环城路方向     |
| 南侧       | 长春轨道交通8号线 | 小南・广通路方向 |

### 车站楼层
| 地上一层 | 设备层、设备管理用房       | 楼梯、扶梯、无障碍设施、A出口、B出口   |
| 地上二层 | 西站厅                     | 自动售票机、闸口                       |
| 地上二层 | 侧式月台，右边车门将会开放 |                                        |
| 地上二层 | 轨道                       | ←8号线列車往北环城路站（北环城路方向） |
| 地上二层 | 轨道                       | 8号线列車往小南（广通路方向）→         |
| 地上二层 | 側式月台，右边车门将会开放 |                                        |
| 地上二层 | 东站厅                     | 自动售票机、闸口、客服中心             |

## 车站出入口
车站设置2个出入口，A口位于亚泰北街西侧，第一二三中学校门处；B口位于亚泰北街东侧。
|          |      |                  |                    |  |
| 出口编号 | 照片 | 出口指示         | 建议前往的目的地   |  |
| 出口 · A |      | 亚泰北街（西侧） | 长春市第一二三中学 |  |
| 出口 · B |      | 亚泰北街（东侧） | 小南街             |  |

## 公交换乘
- A口：123
- B口：123

## 历史
- 2018年8月30日 - 8号线开始跑图。
- 2018年10月30日 - 8号线试运营。[1]